# Regussa
Regussa (en francès Régusse) és un municipi francès situat al departament del Var i a la regió de Provença – Alps – Costa Blava.

## Demografia
| 1962                                       | 1968 | 1975 | 1982 | 1990 | 1999  | 2006  |
| ------------------------------------------ | ---- | ---- | ---- | ---- | ----- | ----- |
| 207                                        | 272  | 326  | 482  | 820  | 1.137 | 1.107 |
| Des de 1962: població sense dobles comptes |      |      |      |      |       |       |

## Administració
| Període   | Identitat             | Partit |
| --------- | --------------------- | ------ |
| 2001-2008 | René Roux             |        |
| 2008-2010 | Stéphane Poisson      |        |
| 2010-     | Anne Houy de Belsunce |        |